# Ferrocen

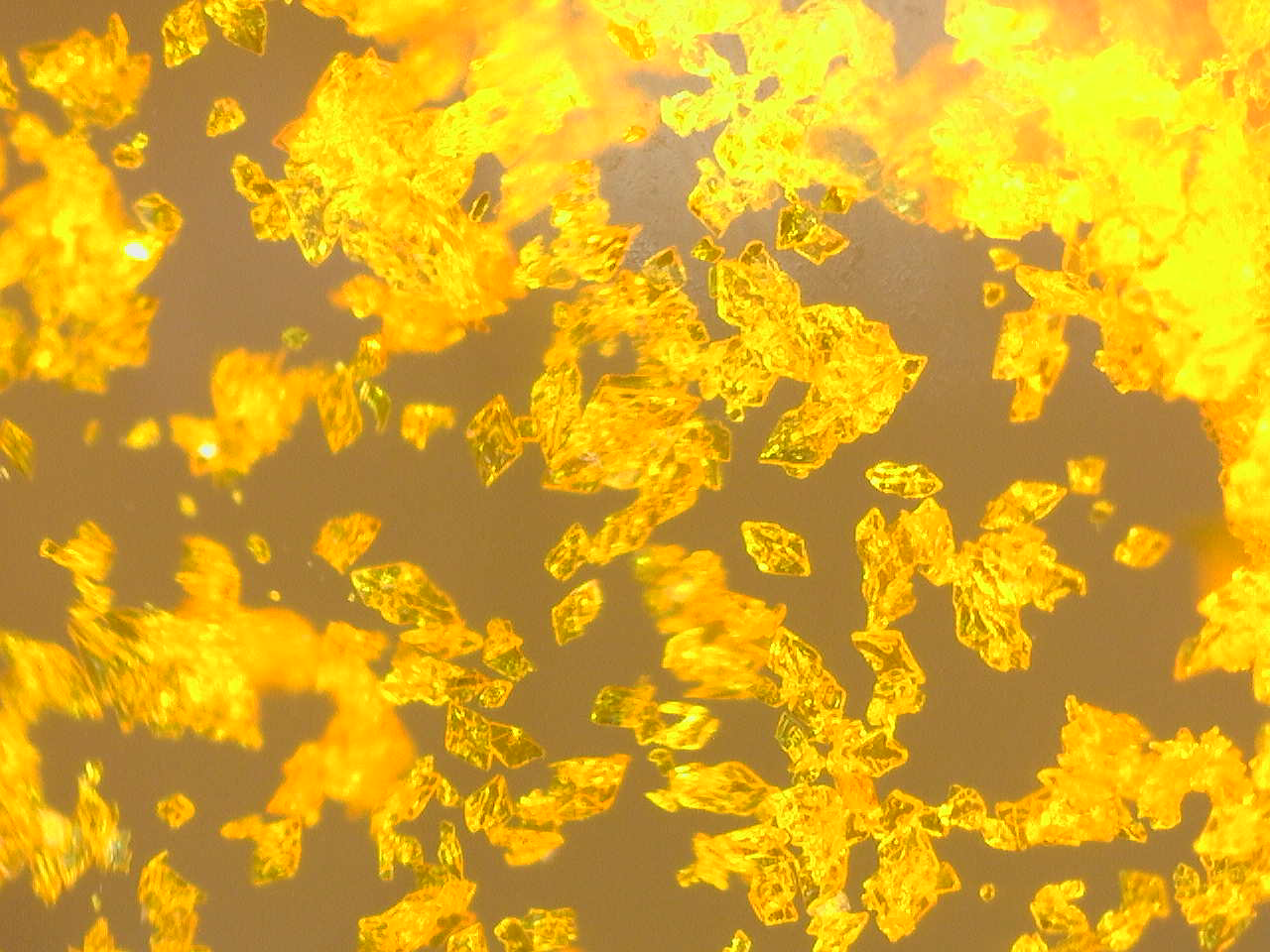
Ferrocene Crystals

Ferrocen (av latinets fe'rrum, "järn"), bis(eta-5-cyklopentadienyl)järn(II), Fe(C5H5)2, är ett metallorganiskt kemiskt ämne, som består av två cyklopentadien-ringar bundna på motsatta sidor om en central järnatom. 
Ferrocen, som upptäcktes 1951, var det första exemplet på en metallocen. Upptäckten av ferrocenmolekylen gav upphov till många nya aspekter på bindnings- och stabilitetsförhållanden i molekyler och belönades med 1973 års Nobelpris i kemi, delat mellan Ernst Otto Fischer och Geoffrey Wilkinson. Ferrocen och dess derivat har också fått praktisk användning som katalysatorer och läkemedel. 